# Ibituruna
Ibituruna är en kommun i Brasilien.   Den ligger i delstaten Minas Gerais, i den sydöstra delen av landet, 700 km sydost om huvudstaden Brasília. Antalet invånare är 2 866.
Omgivningarna runt Ibituruna är huvudsakligen savann. Runt Ibituruna är det glesbefolkat, med 10 invånare per kvadratkilometer.